# Demografia do Quirguistão

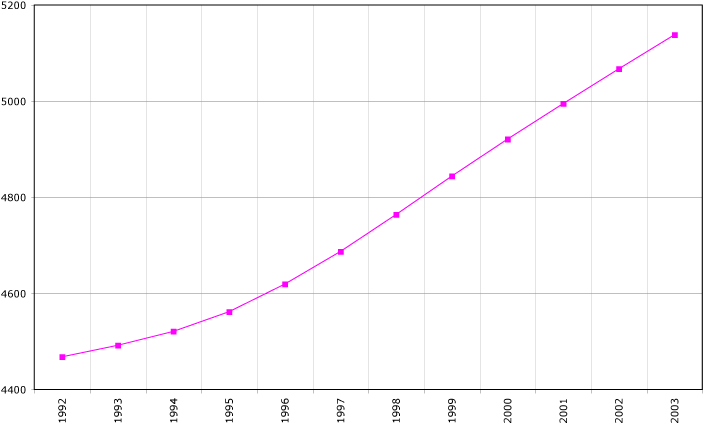
evolução demográfica.

Em 2010, a população do Quirguistão era estimada em cinco milhões de pessoas, formada por 65% de quirguizes, 14% de usbeques, 13% de russos e o restante composto por minorias . 
O crescimento demográfico é positivo (1,4%), taxa de fecundidade é de 2,6 filho por mulher, ranking no IDH 110° , a expectativa de vida está acima da média mundial 68,2 anos e a densidade populacional é relativamente, baixa 25,3 hab./km². Os centros urbanos mais povoados se localizam nos vales fluviais como Bisqueque (669 000 hab.),Osh (219 000 hab.), Jalal-Abad (74 200 hab.) e Tokmok (71 200 hab.). 
O islão é a religião principal, abrangendo 75% da população.